# Маментьев, Александр Григорьевич
Александр Григорьевич Маментьев — начальник цеха завода «Серп и молот» (Москва), лауреат Сталинской премии.

## Биография
Родился в 1905 г. в с. Рождественно Самарского уезда Самарской губернии в семье рабочего-бондаря завода Ушакова. В том же селе окончил 3-годичную школу.
После смерти отца в 1911—1917 гг. работал по найму в частных слесарных мастерских г. Самара.
С 1917 г. жил в селе Екатериновка. В 1918—1920 гг. рассыльный, затем агент по особым поручениям районного продовольственного комитета
Член РКП(б) с октября 1919 г.
- 02.1920-03.1921 — председатель Самарского волостного комитета РКСМ, член Троцкого райкома РКСМ.
- 03.1921-08.1921- член Самарского райкома РКСМ.
- 08.1921-01.1922 — заведующий экономическо-правовым отделом Самарского уездного комитета РКСМ.
- 1922 — председатель Васильевского волостного исполкома Самарского уезда.
- 02.1922-02.1923 — помощник партийного организатора районного бюро РКП(б), с. Екатериновка.
- 02.1923-04.1923 — ответственный парторг райбюро РКП(б), председатель ревизионной комиссии районного Единого потребительского общества, с. Екатериновка.
- 04.1923-05.1924 — секретарь Кинельской транспортной ячейки РКП(б), станция Кинель Самаро-Златоустовской железной дороги.
- 05.1924-05.1925 — ответственный секретарь Самарского укома РЛКСМ, член президиума Самарского укома РКП(б).
- 09.05.-19.08.1925 — заведующий организационным отделом Самарского губкома РЛКСМ.
- 19.08.1925-01.04.1928 — ответственный секретарь Самарского губкома ВЛКСМ.

01.04.1928 — освобождён от должности 11-м губернским съездом ВЛКСМ в связи с отзывом ЦК ВЛКСМ на другую работу.
Секретарь Казкрайкома ЛКСМ (04.1928 -
На VII съезде ВЛКСМ (11-22 марта 1926) избран кандидатом в члены ЦК, на VIII съезде ВЛКСМ (5-16 мая 1928) — членом ЦК.
В 1935 или 1936 г. окончил Московский институт стали им. т. Сталина.
С 1940 или 1941 года начальник сталеплавильного цеха № 2, затем — начальник фасонно-литейного цеха завода «Серп и молот» (Москва).
Арестован ЭКО УНКВД МО 15 мая 1942 года. Обвинение: систематически не выполнял заданий по производству деталей (Статья: 58-7). Дело прекращено 28 октября того же года.
Сталинская премия 1949 года (за 1948 год) (в составе коллектива) — за разработку технологии и внедрение в металлургическую промышленность применения кислорода для интенсификации мартеновского процесса. Награждён орденами, в том числе «Знак Почёта» (31.03.1945).
Упоминается в должности начальника фасонно-литейного цеха в журнале «Огонёк» 1957 года.